# Щигры
Щигры́ — город (с 1779) в Курской области России (город областного значения). Административный центр Щигровского района. В состав административного и муниципального района не входит, образует муниципальное образование город Щигры со статусом городского округа. Население — 14 386 чел. (2024).
Город расположен на реке Щигор, в 62 км к северо-востоку от Курска.
Преобладает умеренно континентальный климат. Зимы длительные и холодные, а лето с переменчивой погодой. Среднегодовая температура в городе — 6,7 °C. За год выпадает около 645 мм осадков.
Город с 1779 года, входит в Перечень исторических городов России.

## Этимология
Город получил своё название от реки Щигор. В свою очередь, название реки произошло от народного термина щигор (мн. число щигры) — «облесенный гребень узких межбалочных бугров».
К концу XIX века термин Щигор практически вышел из употребления, поэтому родилось множество легенд, «объясняющих» происхождение названия реки. Часть из этих легенд была записана Л. Е. Марковым:
- По одной из легенд, слово щигор происходит от тюркского ругательства, которое употребляли крымские татары при переправе через Щигор, который во времена существования Муравского шляха, был бурной и полноводной рекой.
- По другой легенде, в окрестностях реки обитал страшный и неуловимый разбойник, которого звали Щигор; его именем и назвали реку[источник не указан 588 дней].

## История

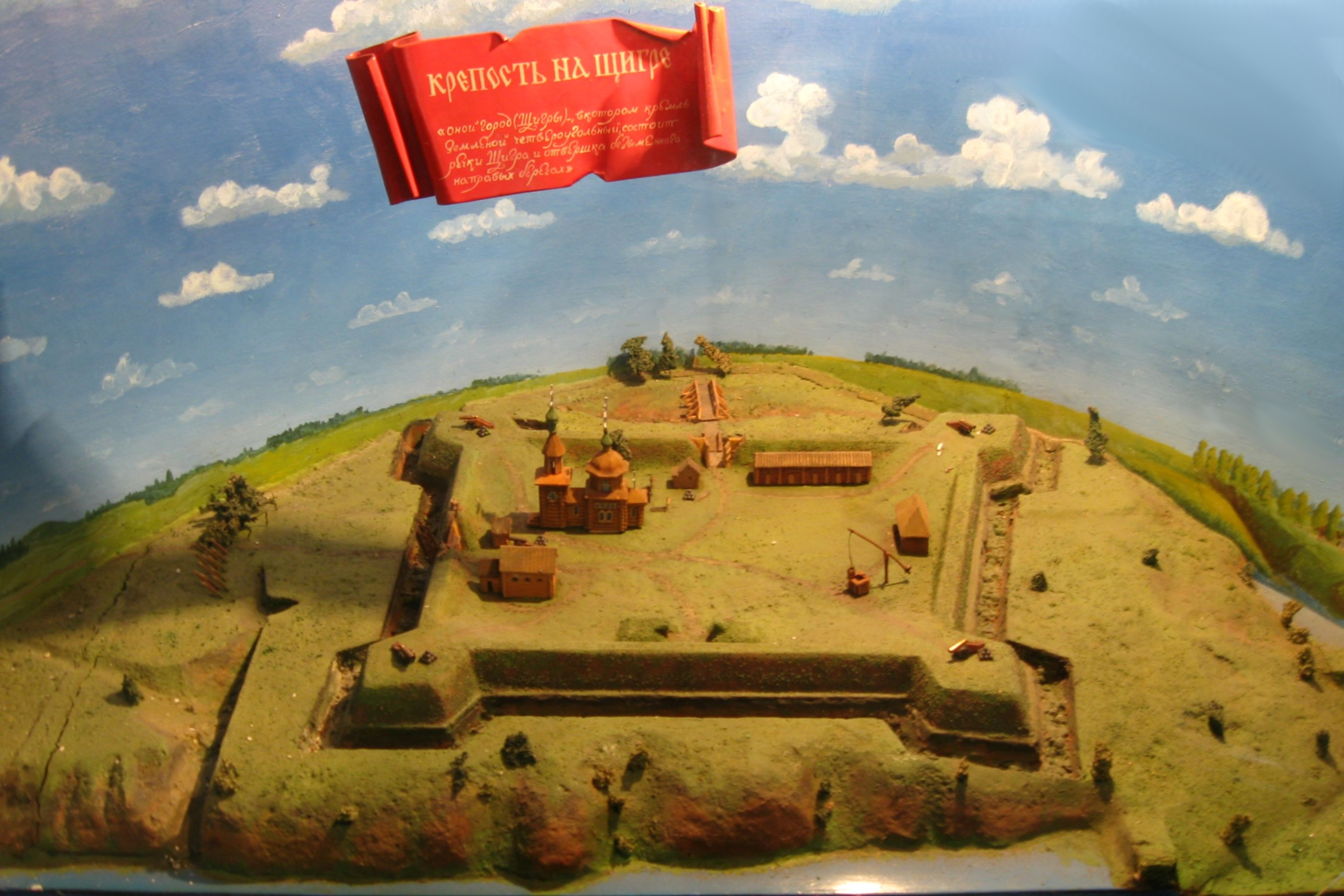
Крепость на Щигре. Модель-реконструкция Щигровского краеведческого музея

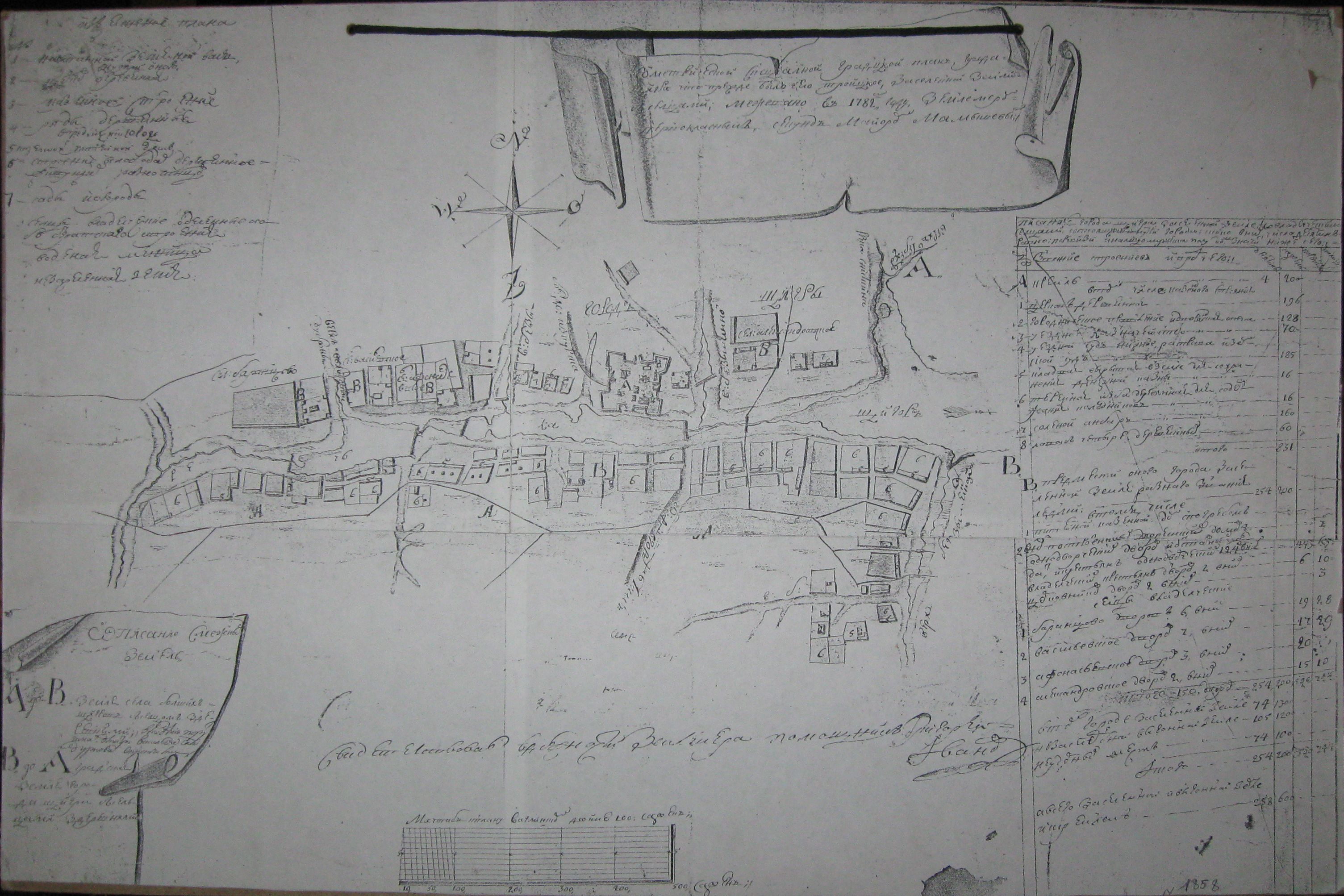
План города Щигры (1782 год)

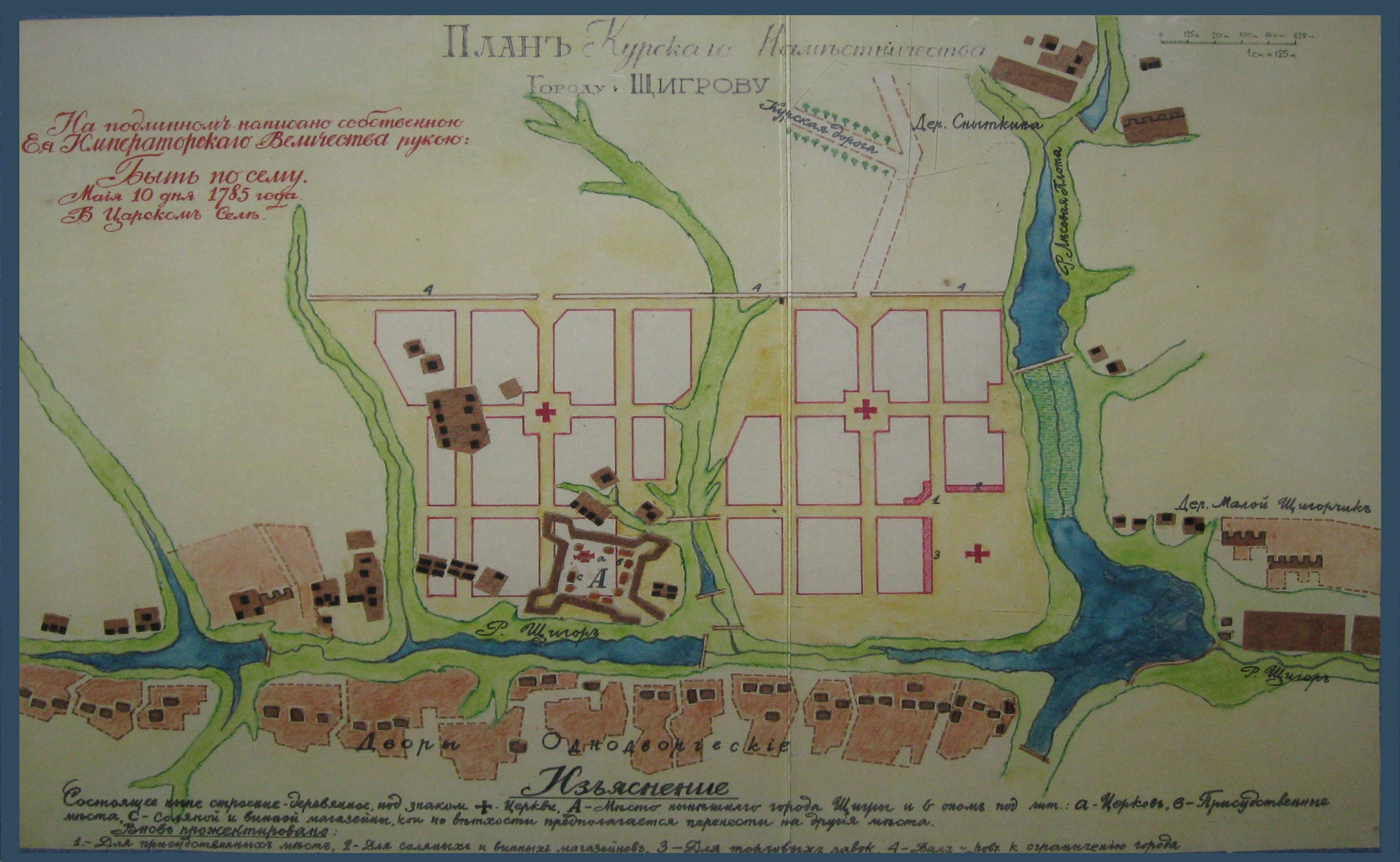
План застройки города Щигры (1785 год)

### Крепость на реке Щигор
На месте современного города с XVII века существовало село Троицкое, получившее своё название по находившейся в нём церкви Живоначальной Троицы, при крепости на реке Щигор. Крепость была создана для защиты от набегов крымских татар и являлась одной из тыловых крепостей на случай прорыва Белгородской черты. Каменных строений в крепости не было. К концу XVIII века крепость полностью утратила оборонное значение и была срыта.
С 20 октября (ст.ст.) 1721 года по 1 сентября (ст.ст.) 1917 года в составе Российской империи.

### XVIII век
В 1779 году из земель бывших Курского, Ливенского и Старооскольского уездов был образован Щигровский уезд. Село Троицкое при крепости на реке Щигор получило статус уездного города Щигры. Число жителей в только что образованных Щиграх составляло 807 человек.
В 1780 году учреждён герб города с символикой, отражавшей его исторические заслуги — ружьё и серп, означавшие, что «жители — суть старинные воины, упражняющиеся в свободное время в хлебопашестве, и поэтому в гербе сем военное орудие с орудиями тщательного хлебопашца соединено».
В 1785 году утверждён план будущего города. По этому плану новый город должен был быть разбит на 21 квартал 8 улицами; при этом предусматривалось строительство трёх храмов на трёх площадях. На плане пунктиром обозначена крепость на левом берегу Щигра, к тому моменту уже срытая.
К 1785 году число жителей достигло 1412 человек. Домов — 233. Строения все деревянные. В городе была одна Церковь Живоначальной Троицы. Фабрик и заводов в городе не было. Площадь города составляла около 150 десятин (примерно 1,64 км²).

### XIX век

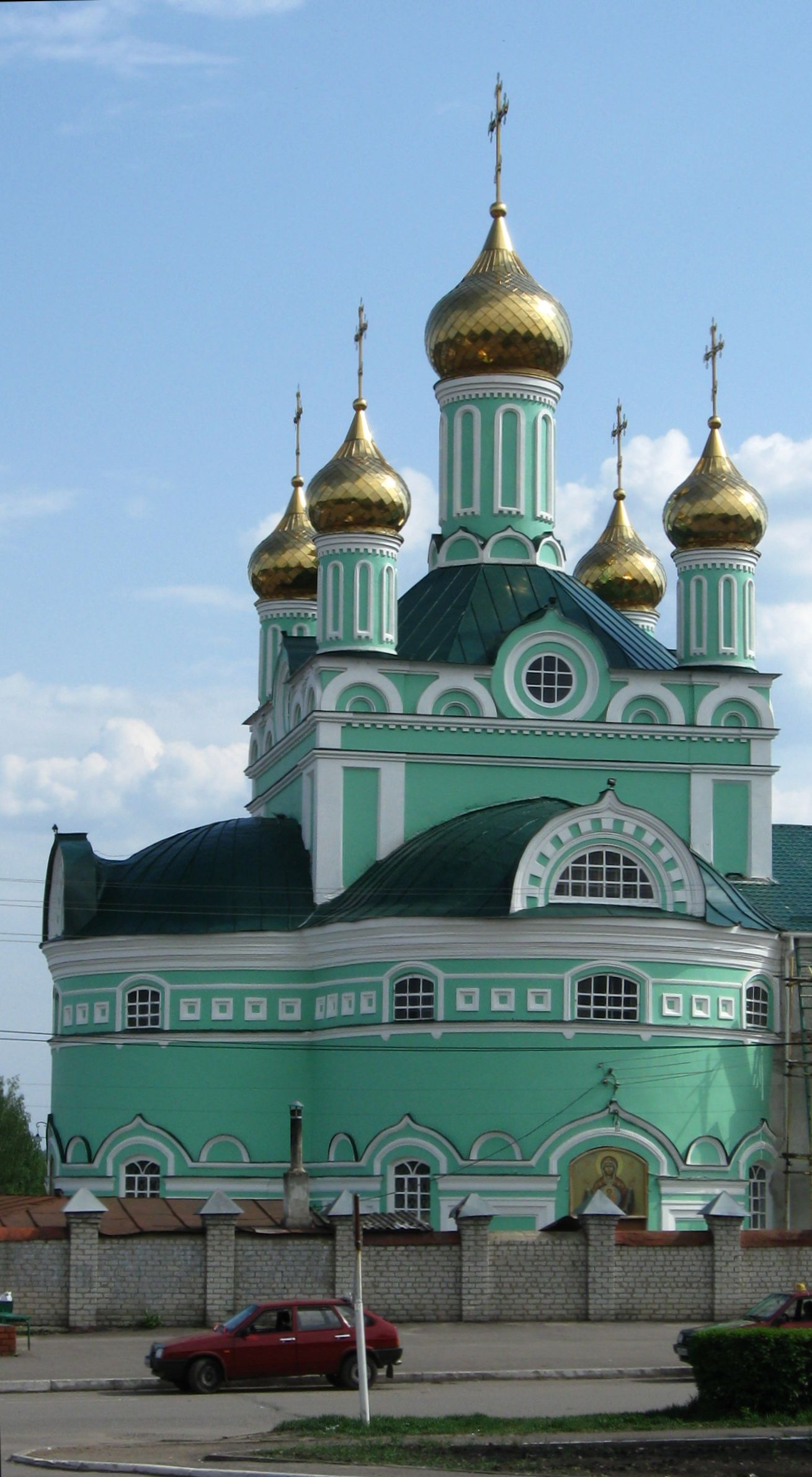
Свято-Троицкий храм

В 1801 году построен каменный Свято-Троицкий храм.
В 1802 году в Щиграх открыто первое учебное заведение — малое народное училище, в 1819 году открыты уездное училище и городское приходское, подготавливающее учеников для уездного.
В 1845 году население возросло до 2734 человек. Большинство строений было деревянными одноэтажными домиками под соломенными крышами.
К 1860 году в Щиграх насчитывался 371 дом. Имелись заводы: 3 салотопенных, 1 свечно-сальный, 4 крупчатных, 1 канатный и 2 медоваренных. Образование было представлено уездным и приходским училищами. Численность населения составляла 4 578 человек (2 409 мужчин и 2 169 женщин).
В 1865 году учреждена Щигровская Земская Управа — исполнительный орган земства.
В 1874 году в Щиграх были созданы органы местного самоуправления: городская дума, городская общественная управа, избран городской голова.
В 1875 году, 24 июля был открыт «Щигровский городской общественный майора Н. К. Баркова банк» с учредительным капиталом 10 тыс. руб. Через 25 лет оборот банка составил 1 млн руб.
В 1876 году в Щиграх появилась телефонная станция. В 1877 году открыта Щигровская земская лечебница для приходящих на средства уездного земства на 40 коек и приёмный покой. Здание лечебницы была разрушено время Великой Отечественной войны.
В 1878 году на пожертвования горожан в Старом городе была построена каменная церковь Вознесения и богадельня для бедных прихожан.
К 1888 году центральные улицы и Красную площадь замостили, в городе появились тротуары, решён вопрос с освещением улиц даже на окраинах.
В 1892 году в Щигры из села Сныткино был переведён Щигровский чугунно-литейный и механический завод Щеглова (сейчас «Геомаш»).
В 1894 году через Щигры прошла железная дорога Курск — Воронеж. В Щиграх была организована одноимённая железнодорожная станция.
В 1899 году открывается прогимназия, а в 1905 году — женская гимназия.

### XX век

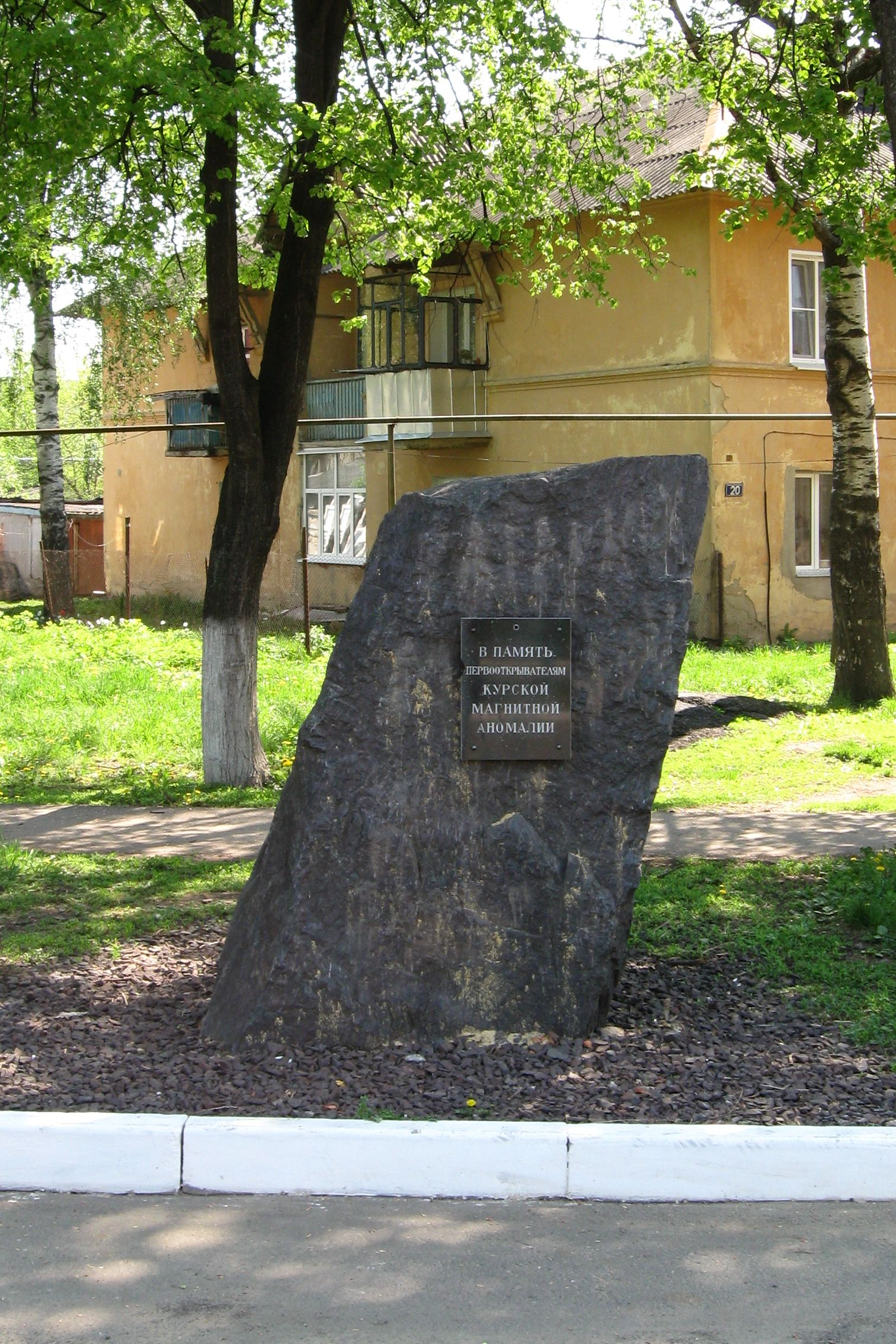
Памятник первооткрывателям КМА на центральной площади города Щигры

Вечный огонь и памятник погибшим на площади Победы

В 1908 году открылась земская библиотека имени Евгения Львовича Маркова (знаменитого писателя и известного в Щиграх земского деятеля). Сейчас в этом здании находится краеведческий музей.
В 1910 году в Щиграх появляется реальное училище. Уездное училище преобразуется в городское.
К 1914 году Щигры обрели черты типичного уездного городка, с телефоном, телеграфом, аптекой, пожарной частью, ипподромом и городским садом. Через город проходила железная дорога, имелся небольшой механический завод. Тем не менее, промышленное значение города было весьма мало.
С 1 сентября (ст.ст.) по 25 октября (ст.ст.) 1917 года в составе Российской республики. Далее началась Гражданская война в России 1918—1923 годов.
Осенью 1919 года во время деникинского похода на Москву 3-й марковский полк и отряд алексеевцев генерал-майора Н. А. Третьякова занял Щигры на непродолжительное время, в городе был размещён резерв 2-го Алексеевского полка. Уже в середине ноября 13-я армия РККА захватила Щигры, выбив из города белогвардейцев.
В 1921 году по указанию В. И. Ленина и под руководством академика И. М. Губкина и горного инженера С.А. Бубнова была заложена первая скважина Курской магнитной аномалии (КМА) в 7 км от Щигров. В Щиграх есть улица им. Лазарева, названная в честь академика П. П. Лазарева, инициатора комплексной разведки КМА.
C декабря 1922 года в составе Российской Советской Федеративной Социалистической Республики Союза Советских Социалистических Республик.
7 апреля 1923 года с глубины 162 метров был поднят первый керн курской железной руды. В связи с глубоким залеганием руды, разработку перенесли в другие места (в которых были созданы города: Губкин и Железногорск).
В 1927 году национализированный после революции механический завод Щеглова был перепрофилирован и в 1927 году выпустил первые буровые установки КМА-300.
В 1930 году были запущены в эксплуатацию рудник на базе Щигровского месторождения фосфоритов и завод по их переработке.
В период с 1930 по 1940 годы в Щиграх были открыты педагогический и землеустроительный техникумы, рабфак, крестьянский университет, медучилище, больничный комплекс. В Доме Красной Армии был театр на 500 мест, летние театры — в городском и железнодорожных парках. Функционировали 3 средних школы.
Население города перед Великой Отечественной войной составляло около 8 тысяч человек.
23 июня 1941 года в Щиграх на базе районной больницы был развёрнут эвакуационный госпиталь ЭГ — № 1929.
Город обороняла 6-я стрелковая дивизия. В июле-августе 1941 года в Щиграх была сформирована 283-я стрелковая дивизия. Началась подготовка к эвакуации основных предприятий (мехзавод, фосрудник). Эвакуация производства завершилась в середине ноября.
21 ноября 1941 года Щигры были оккупированы немецко-фашистскими войсками.
14 — 21 января 1942 года, во время Курско-Обоянской операции (3 — 26 января 1942 года), к востоку от города шли ожесточённые бои, в ходе которых 87-я гвардейская стрелковая дивизия 40-й армии безуспешно пыталась освободить город.
За время оккупации были разрушены практически все предприятия и учреждения культуры, созданные в довоенные годы.
4 февраля (5 февраля)1943 года Щигры были освобождены от гитлеровских германских войск советскими войсками Воронежского фронта в ходе Харьковской наступательной операции 2.02.-3.03.1943 года:
- 60-й армии (генерал Черняховский) в составе: 132-й сд (полковник Шкрылев, Тимофей Калинович), части войск 121-й сд (полковник Бушин, Михаил Алексеевич).[12]

Здание районной библиотеки, в котором нацисты расположили комендатуру, было подожжено ими перед уходом из города. Оно было потушено местными жителями-подростками. Библиотечный фонд удалось частично спасти усилиями библиотекарей К. Г. Иевлевой и А. М. Филатовой, своевременно вывезшими часть книг в село Вязовое.
Город Щигры был полностью восстановлен в первые послевоенные пятилетки.
В 1962 году в школе № 2 учителем истории Александрой Николаевной Ивицкой был создан клуб «Поиск». Собранные документы, фотографии, письма, книги, вещи и другие экспонаты, а также воспоминания родственников, учителей и односельчан послужили основой для создания музея боевой славы, который был открыт в ноябре 1967 года. В музее существовали разделы: «История города и уезда», «Установление Советской власти», «Годы гражданской войны», «Великая Отечественная война». Были подготовлены экскурсоводы. Музей посещали учащиеся школ города и района, учителя и пионервожатые, туристы из других областей, ветераны Великой Отечественной войны. А. Н. Ивицкой в 1971 г. было присвоено звание Заслуженный учитель школы РСФСР. В 1977 году на основе материалов, собранных для музея боевой славы, при помощи областного краеведческого музея был создан Щигровский краеведческий музей, который функционирует по настоящее время.
Наивысшей точки развития Щигры достигли в середине 1980-х годов, когда на полную мощность работали все предприятия (ПО «Геомаш», завод «Пластполимер», завод железобетонных изделий, завод СОМ, кирпичный завод и другие), а численность населения превысила 21 тысячу человек.
С 1991 года Щигры испытывают социальные и экономические трудности. Часть предприятий обанкротилась, часть работает не в полную мощность. Численность населения сокращается.

## Население
| 1779    | 1785    | 1845    | 1856    | 1859    | 1897    | 1913    | 1923    | 1926    | 1931    | 1939    | 1959    |
| ------- | ------- | ------- | ------- | ------- | ------- | ------- | ------- | ------- | ------- | ------- | ------- |
| 807     | ↗1412   | ↗2734   | ↗3700   | ↗4578   | ↗6061   | ↗7200   | ↘4638   | ↘4400   | ↗7700   | ↘7639   | ↗11 405 |
| 1970    | 1979    | 1989    | 1992    | 1996    | 1998    | 2000    | 2001    | 2002    | 2003    | 2005    | 2006    |
| ↗17 133 | ↗20 572 | ↗21 187 | ↗21 400 | ↘21 200 | ↘20 900 | ↘20 600 | ↘20 500 | ↘19 582 | ↗19 600 | ↘18 900 | ↘18 500 |
| 2007    | 2008    | 2009    | 2010    | 2011    | 2012    | 2013    | 2014    | 2015    | 2016    | 2017    | 2018    |
| ↘17 945 | ↘17 900 | ↘17 693 | ↘17 040 | ↘17 000 | ↘16 664 | ↘16 416 | ↘16 227 | ↘15 963 | ↘15 678 | ↘15 540 | ↘15 292 |
| 2019    | 2020    | 2021    | 2023    | 2024    |         |         |         |         |         |         |         |
| ↘15 117 | ↘14 984 | ↘14 927 | ↘14 601 | ↘14 386 |         |         |         |         |         |         |         |

На 1 января 2025 года по численности населения город находился на 790-м месте из 1124 городов Российской Федерации.
Национальный состав
По итогам переписи населения 2020 года проживали следующие национальности (национальности менее 0,1 % и другое, см. в сноске к строке «Другие»):
| Национальность | Численность, чел. | Доля     |
| -------------- | ----------------- | -------- |
| Русские        | 13 941            | 93,39 %  |
| Армяне         | 103               | 0,69 %   |
| Украинцы       | 52                | 0,35 %   |
| Другие         | 831               | 5,57 %   |
| Итого          | 14 927            | 100,00 % |

## Культура и образование

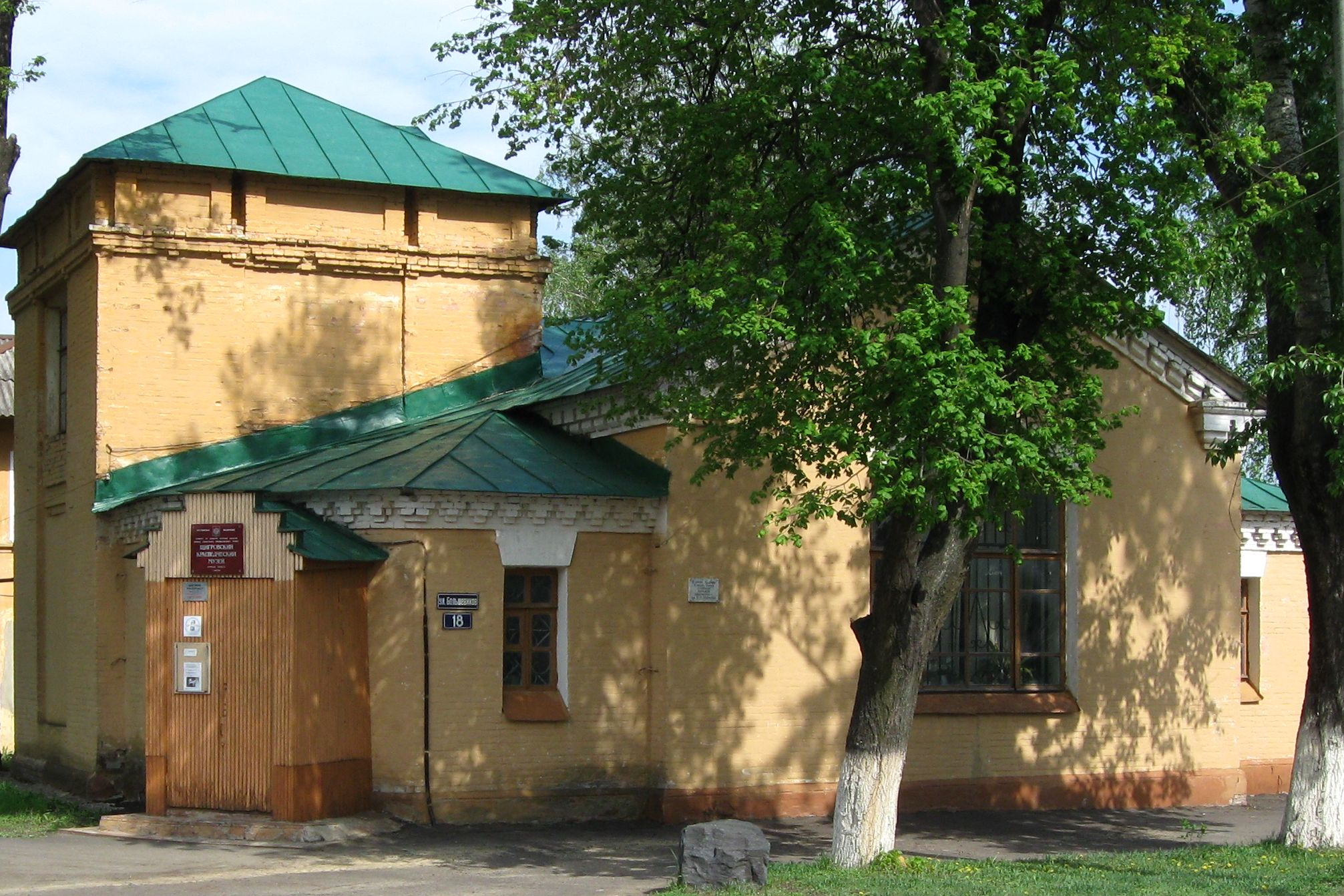
Щигровский краеведческий музей

### Музеи
- В Щиграх действует краеведческий музей.
- В средней школе № 2 существует музей космонавтики[44].

### Детские сады
- "Детский сад «Теремок»
- "Детский сад «Солнышко»
- "Детский сад «Родничок»
- "Детский сад «Попугай»
- "Детский сад «Улыбка»

### Школы
- "Средняя общеобразовательная школа № 2
- "Средняя общеобразовательная школа № 3
- "Средняя общеобразовательная школа № 4
- "Средняя общеобразовательная школа № 5

### Профессиональное образование
- Щигровский филиал ОБПОУ «Советский социально-аграрный техникум имени В. М. Клыкова»
- Щигровский филиал ОБПОУ «Курский базовый медицинский колледж»

### Дополнительное образование
- Муниципальное казённое учреждение дополнительного образования «Дом пионеров и школьников»
- Муниципальное казённое образовательное учреждение дополнительного образования «Щигровская детская школа искусств»
- Муниципальное казённое учреждение дополнительного образования «Детско-юношеская спортивная школа» г. Щигры
- Муниципальное казённое учреждение системы дополнительного педагогического образования «Муниципальный методический центр дополнительного педагогического образования г. Щигры»

## Религия

### Религиозные организации
- На территории города действует «Щигровская епархия РПЦ (Московский Патриархат)» Правящий архиерей — Епископ Паисий (Юрков)
- Щигровское Православное Братство во имя Святой Троицы Духовный наставник братства — Митрополи́т Зиновий (Корзинкин)

### Православные храмы и часовни
- Свято-Троицкий кафедральный собор
- Храм в честь святого равноапостольного князя Владимира
- Часовня во имя преподобного Серафима Саровского
- Часовня во имя преподобного Сергия Радонежского

### Церкви других конфессий
- Церковь Евангельский Христиан — Баптистов

## Экономика

### Действующие предприятия
- АО «Геомаш» (нефтепромысловое оборудование, буровые установки)
- ООО «Резипол» (производство напольных покрытий)
- Щигровский кирпичный завод (производство красного кирпича)
- ООО «Вероника» (ремонтно-строительные работы)
- ООО «ГЛОБАЛТРЕЙД» (мясокомбинат)
- АО «Щигровский КХП» (комбинат хлебопродуктов)
- ПАО МТС провайдер домашнего интернета и кабельного ТВ в городе Щигры (правопреемник ООО фирма ТВК и К с 2012 года).
- Щигровский филиал ЗАО Проект «Свежий хлеб»
- Филиал ОАО «Газпром газораспределение Курск» в городе Щигры
- ОАО «Щигрыавтотранс»
- Щигровское потребительское общество
- ПАО Ростелеком Курский филиал Сервисный центр г. Щигры
- ООО «Щигровские коммунальные сети»
- ЗАО «Тандер» (торговая сеть Магнит)
- ООО «Щигровское РСУ» (строительство жилых и нежилых зданий)
- Федеральная торговая сеть «Пятёрочка»

## Территориальные органы федеральных органов исполнительной власти
- ГУ Управление Пенсионного фонда РФ по городу Щигры и Щигровскому району Курской области
- Межрайонная инспекция ФНС России № 8 по Курской области
- Отделение по г. Щигры и Щигровскому району УФК по Курской области
- Щигровская межрайонная прокуратура
- ОСП Щигровский почтамт УФПС Курской области филиал ФГУП «Почта России»
- ФФГУЗ «Центр гигиены и эпидемиологии» в Курской области в Щигровском, Черемисиновском и Тимском районах
- Управление Федеральной службы по надзору в сфере защиты прав потребителя и благополучия человека по Курской области в Щигровском, Черемисиновском, Советском, Тимском, Касторенском, Горшеченском районах
- Курский филиал ФГУП «Ростехинвентаризация»
- Отделение УФСБ России по Курской области в г. Щигры
- Филиал по Щигровскому району ФКУ «Уголовно — исполнительная инспекця УФСИН по Курской области»
- ОСП по Щигровскому району Курской области УФССП
- Щигровский межрайонный отдел Управления Росреестра по Курской области
- МО МВД России «Щигровский»
- Отдел военного комиссариата Курской области по г. Щигры и Щигровскому району

## Объекты социальной сферы
- ОБУЗ «Щигровская центральная районная больница»
- ОБУССОКО «Щигровский интернат»
- ОБУСО «Щигровский МКЦСОН»
- МБУ «Городской Дом культуры»
- МБУ Дворец культуры «Аврора»
- МКУК «Щигровская городская библиотека»
- МБУ «Парк культуры и отдыха г. Щигры»
- Муниципальное казённое учреждение «Хозяйственно-эксплуатационная часть» г. Щигры Курской области
- Муниципальное казённое учреждение «Едино-дежурно диспетчерская служба» г. Щигры Курской области
- МУП «Рассвет»
- МУП «Любимый город»

## Транспорт

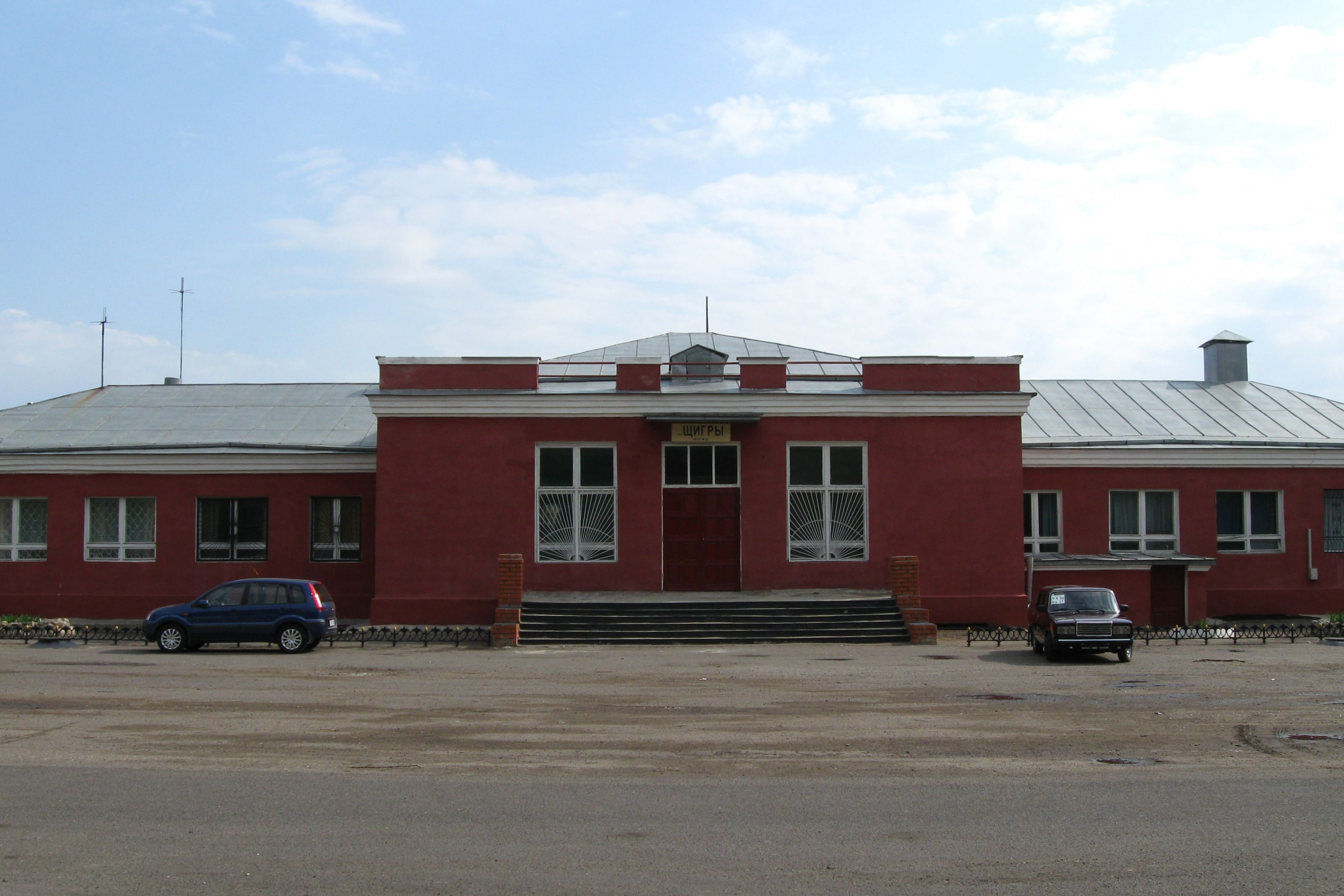
Ж/д вокзал станции Щигры

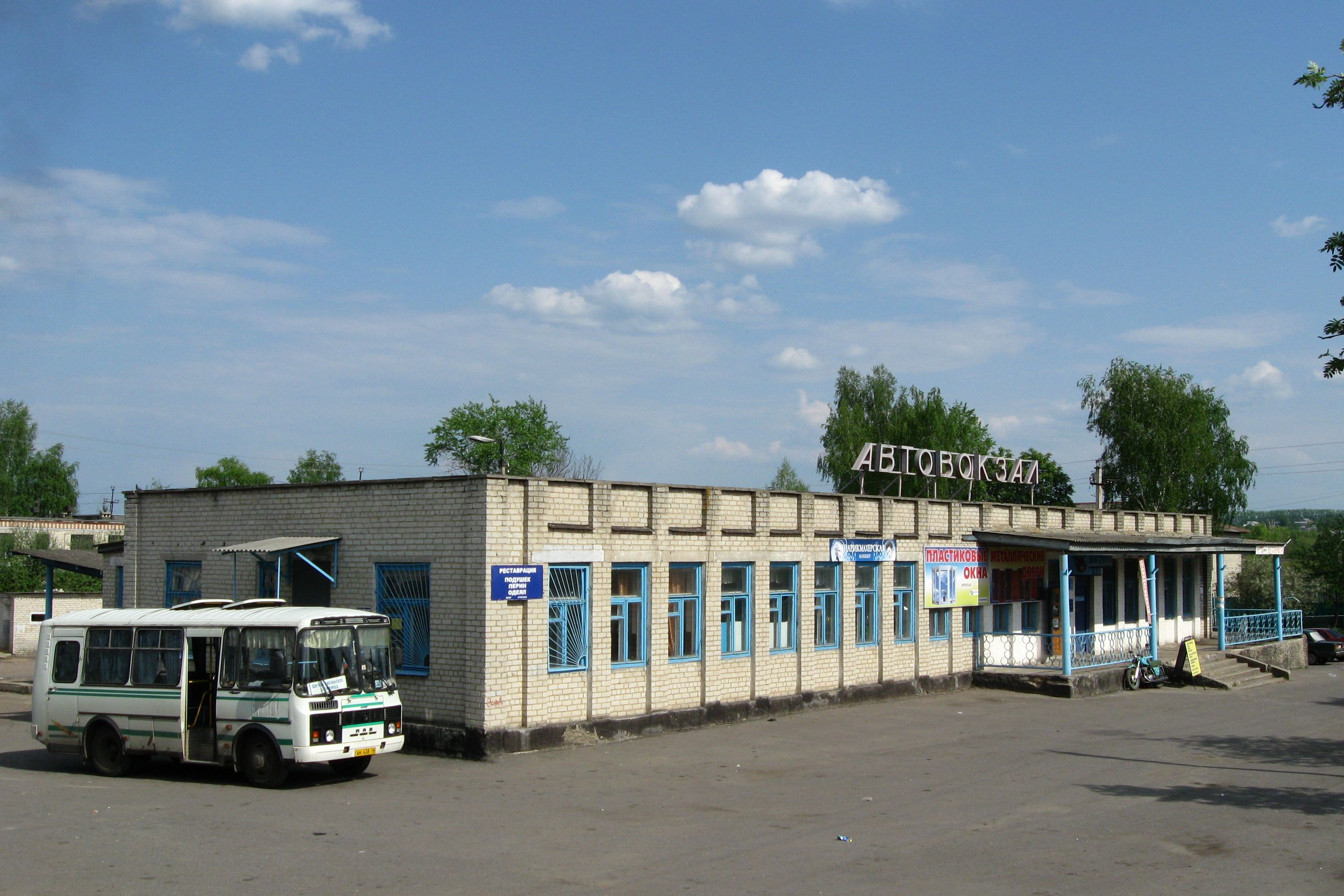
Автовокзал города Щигры

### Железнодорожное сообщение
Через Щигры проходит однопутная тепловозная линия Курск — Касторное Орловско-Курского отделения Московской железной дороги. В черте города расположены два железнодорожных остановочных пункта:
- Станция Щигры — на станции останавливаются поезда дальнего следования и пригородные поезда
- Станция Удобрительная — пригородное железнодорожное сообщение

### Автобусное сообщение
В Щиграх расположена автостанция, производятся как пригородные (внутрирайонные) перевозки, так и междугородние автобусные перевозки.
Постоянное междугородное автобусное сообщение осуществляется по маршрутам:
- Курск — Щигры
- Курск — Колпны
- Курск — Ливны
- Щигры — Брянск

### Городской общественный транспорт
В Щиграх действует 3 автобусных маршрута:
- МСО — Завод Пластмасс
- МСО — Центр — Сныткино
- МСО — Старый город — Центр

Внутригородские перевозки осуществляются по указанным маршрутам ОАО «Щигрыавтотранс» и частными перевозчиками (маршрутными такси)

## Города-побратимы
- Саки[46], Крым[47].
- Петрозаводск

## Фотографии

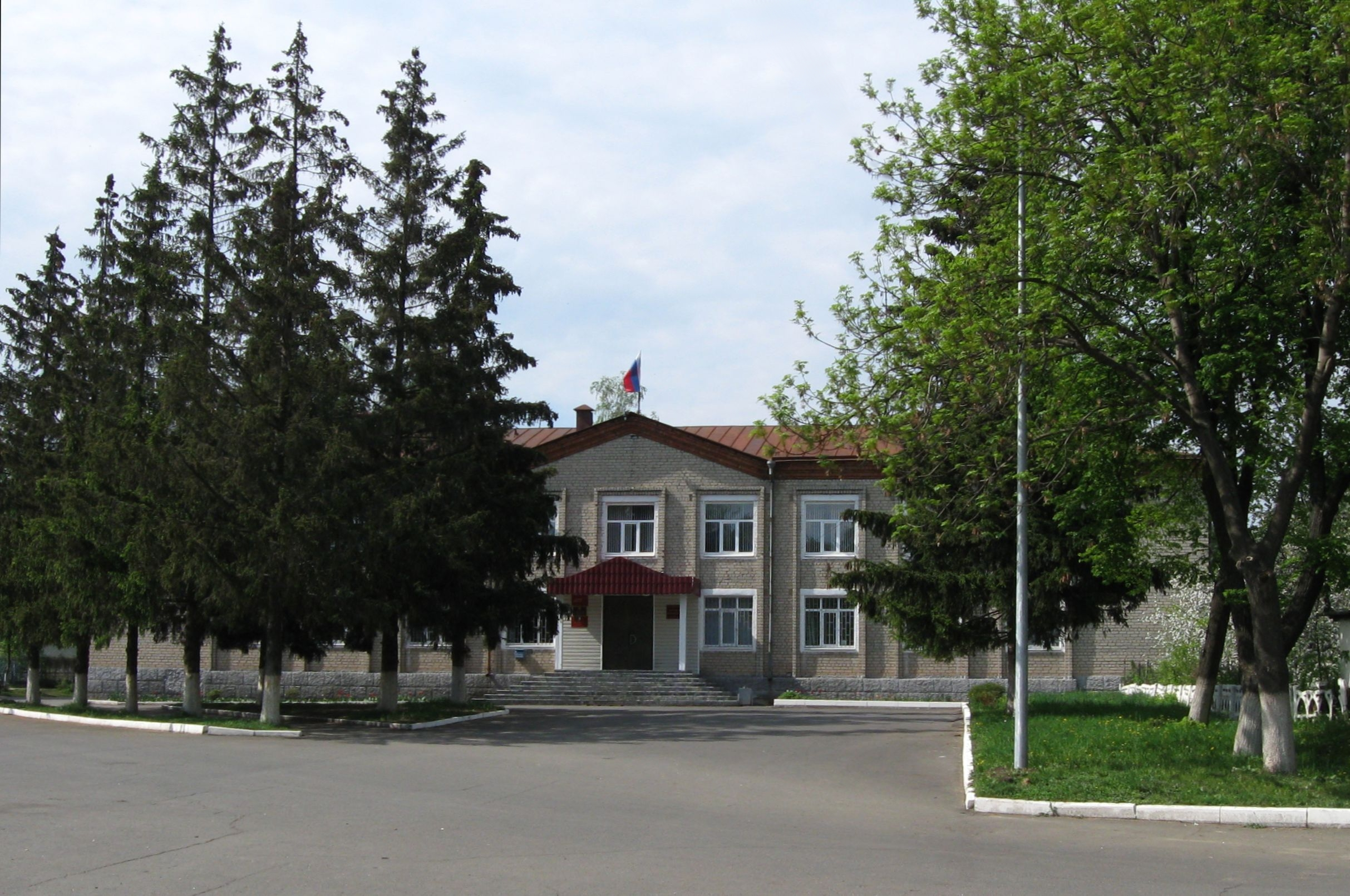
Здание городской администрации
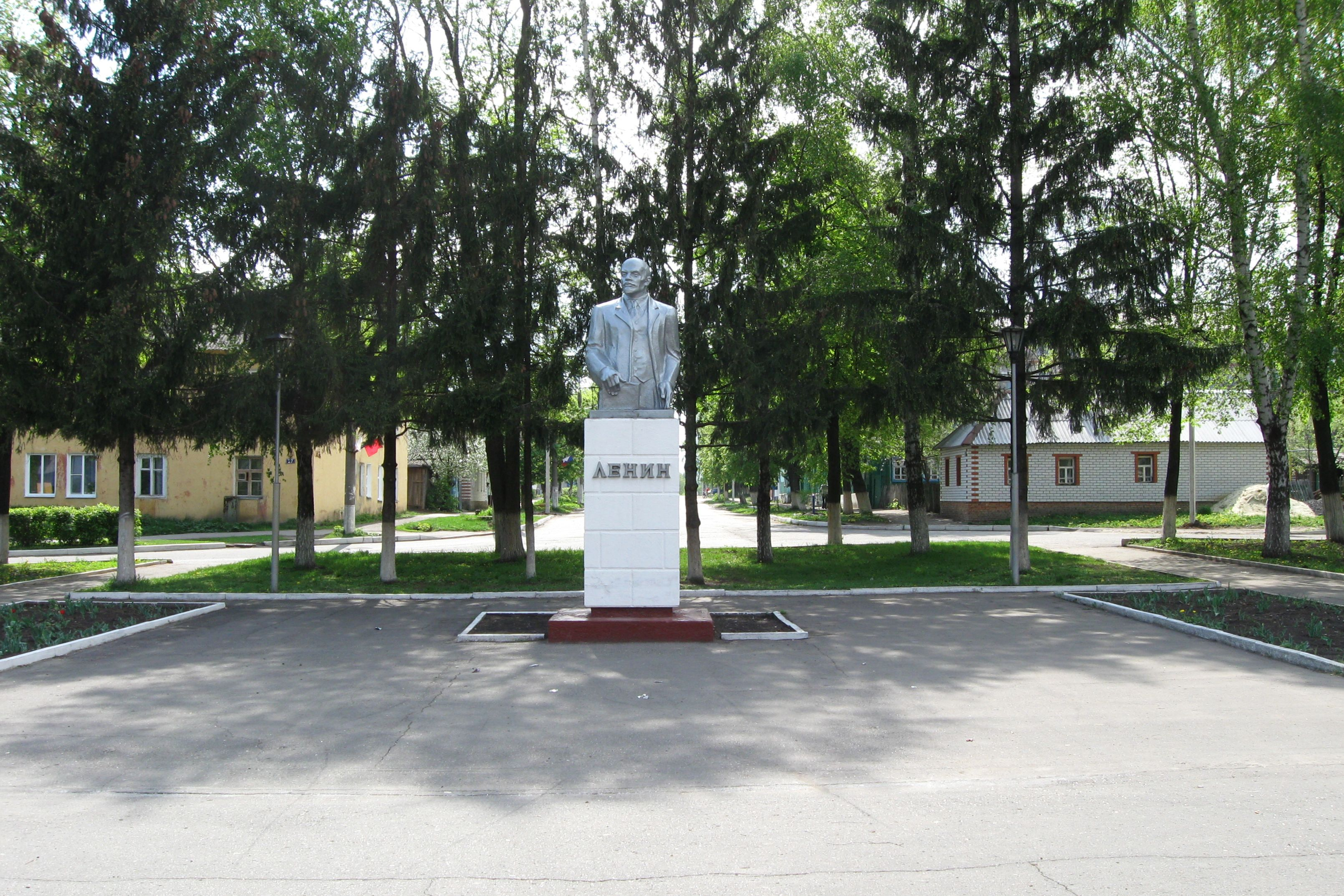
Памятник Ленину на центральной площади
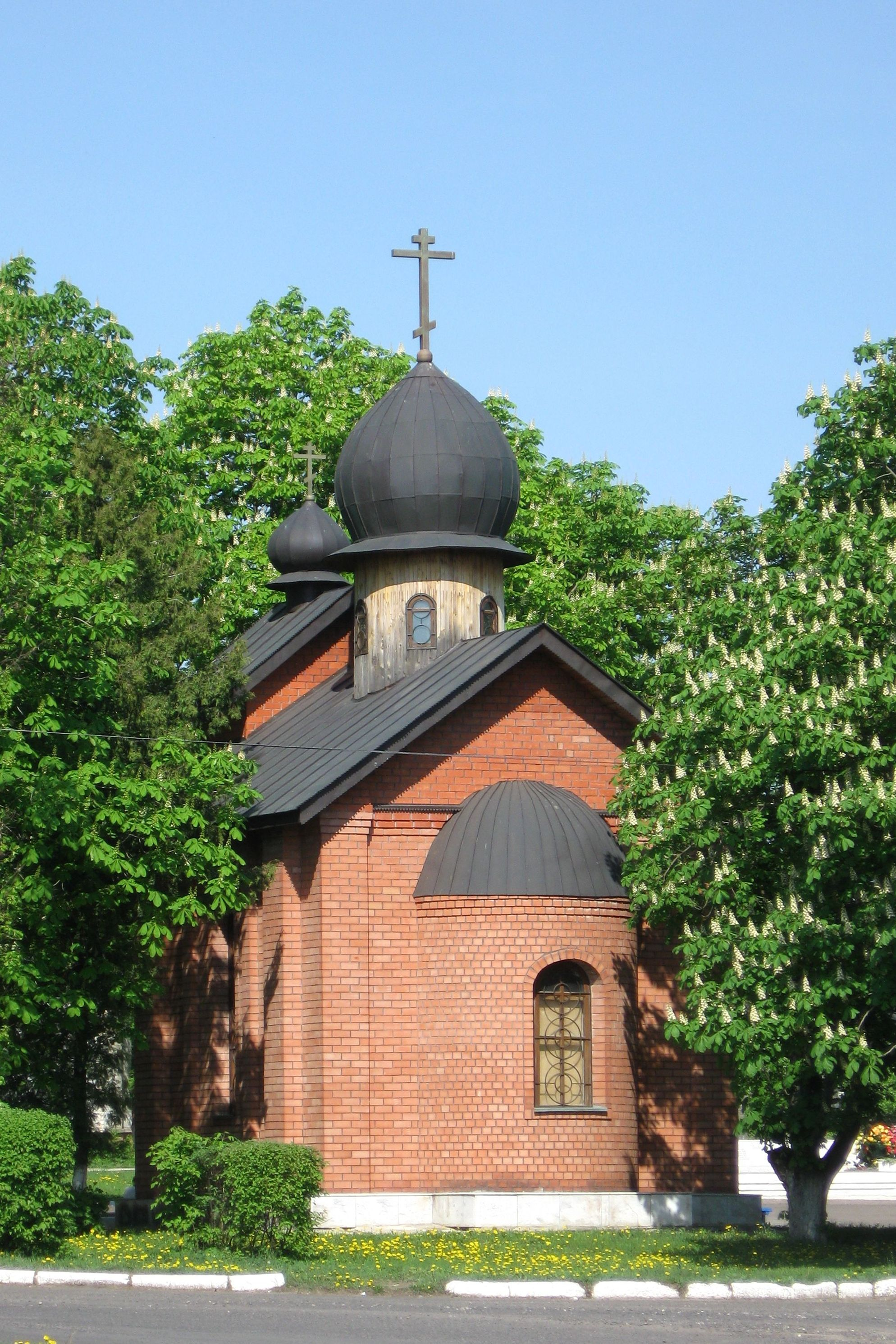
Часовня на площади Победы
Памятник Щигровцам, погибшим в Афганистане и Чечне
Памятник на братской могиле в районе Фосрудника